# Ashleigh Brewer
Ashleigh May Brewer (Brisbane (Queensland), 9 december 1990) is een Australisch actrice.

## Carrière
Brewers acteercarrière startte op jonge leeftijd. In 2003 was ze te zien in het jeugdprogramma The Sleepover Club. Later volgde een gastrol in Blue Heelers en tussen 2006 en 2008 was ze te zien in enkele afleveringen van de televisieserie H2O: Just Add Water.
Na haar schoolexamen in 2008 verhuisde ze van haar geboorteplaats Brisbane naar Melbourne om acteerwerk te zoeken. Ze deed een auditie voor de soapserie Neighbours en kreeg de rol van 'Kate Ramsay' aangeboden. Ze verscheen voor de eerste keer in de soap op 15 mei 2009. Haar laatste opnamen maakte ze in december 2013; ze werden uitgezonden in april 2014. Vervolgens werd ze met een contract voor drie jaar aangetrokken door de veelbekeken Amerikaanse soapserie The Bold and the Beautiful. Ze was in de nieuw gecreëerde rol van 'Ivy Forrester' voor het eerst te zien in juli 2014. 
In januari 2018 deelde ze mee The Bold and the Beautiful te hebben verlaten om haar acteercarrière elders voort te zetten. Na tien jaar geacteerd te hebben in soapseries was ze toe aan iets anders. Eind maart van dat jaar maakte ze bekend tijdelijk terug te keren naar Australië en voor zes maanden een rol te hebben aanvaard als de politievrouw Chelsea Campbell in toch weer een soap, het langlopende Home and Away. Tussendoor had ze een rol in de HBO-televisiefilm My Dinner with Hervé met onder anderen Peter Dinklage.
In de blockbuster Barbie uit 2023, waarin haar bevriende vroegere Neighbours-collega Margot Robbie de hoofdrol speelde, had Brewer, zonder naamsvermelding, een cameo als 'Totally Hair Barbie'. In maart 2024 werd haar terugkeer aangekondigd naar The Bold and the Beautiful, waar ze de rol van Ivy Forrester in april-mei van dat jaar weer oppakte voor eerst drie afleveringen en vervolgens (als met enige regelmaat opduikend 'recurring character') vanaf oktober 2024.

## Persoonlijk
Brewer verloofde zich in januari 2024 met de filmmaker en -producent Mark Bauch.

## Filmografie
| Jaar            | Titel                      | Rol                 | Opmerkingen                                |
| --------------- | -------------------------- | ------------------- | ------------------------------------------ |
| 2003            | The Sleepover Club         | Alana               | 14 afl.                                    |
| 2005            | Blue Heelers               | Lelah Burton        | 1 afl. Face Value                          |
| 2006–2008       | H2O: Just Add Water        | Gracie              | 4 afl.                                     |
| 2009–2014       | Neighbours                 | Kate Ramsay         | 502 afl. Nominatie voor Logie Award (2010) |
| 2014–2018, 2024 | The Bold and the Beautiful | Ivy Forrester       | 321 afl.                                   |
| 2018–2019       | Home and Away              | Chelsea Campbell    | 47 afl.                                    |
| 2018            | My Dinner with Hervé       | Camille Hagen       | Tv-film                                    |
| 2019            | Lovestruck                 | Greta               | Tv-film                                    |
| 2020            | At the Edge of Night       | Alexis              | Korte film                                 |
| 2023            | Barbie                     | Totally Hair Barbie | Speelfilm Zonder naamsvermelding           |